# Secret Messages
| 전문가 평가                   | 전문가 평가  |
| 평가 점수                     | 평가 점수    |
| 출처                          | 점수         |
| ----------------------------- | ------------ |
| AllMusic                      | [ 1 ]        |
| Encyclopedia of Popular Music | [ 2 ]        |
| MusicHound                    | woof!        |
| PopMatters                    | (favourable) |
| Q                             | [ 5 ]        |
| The Rolling Stone Album Guide | [ 6 ]        |

《Secret Messages》는 1983년 6월 24일, 제트 레코드에서 발매된 영국의 록 밴드 일렉트릭 라이트 오케스트라(ELO)의 열 번째 스튜디오 음반이다. 이 음반은 베이시스트 켈리 그루컷, 지휘자 루이스 클라크와 풀 오케스트라가 참여한 마지막 ELO 음반이었으며, 제트 레코드로 발매된 마지막 ELO 음반이었다. 이 음반은 또한 발매와 동시에 전 세계 톱 40 히트곡이 된 마지막 ELO 스튜디오 음반이기도 하다.

## 배경
《Secret Messages》는 제목에서 알 수 있듯이, 백마스킹 형태의 숨겨진 메시지로 가득 차 있는데, 일부는 분명하고 일부는 그렇지 않다. 이것은 1980년대 초 미국 의회 청문회를 이끌었던 기독교 근본주의자들의 초기 일렉트릭 라이트 오케스트라 LP에 숨겨진 사탄주의 메시지들에 대한 주장들에 대한 제프 린의 두 번째 혀에 찬 반응이었다(〈Fire on High〉 트랙 소개 과정에서 린이 《Face the Music》 음반에 대해서도 비슷한 반응을 보였다).
루이스 클라크가 현악기 지휘를 위해 다시 돌아왔고 바이올리니스트 미크 카민스키는 1977년 《Out of the Blue》 이후 처음으로 ELO 녹음에 등장해 트랙 〈Rock 'n' Roll Is King〉에서 바이올린 독주를 연주했다. 이 음반이 완성되자, 린은 베이시스트 그루컷이 로열티 손실로 소송을 제기했고 나중에 법정 밖에서 합의를 받았다.

## 곡 목록
모든 곡들은 제프 린이 작사/작곡하였다.
| #  | 제목                  | 재생 시간 |
| -- | --------------------- | --------- |
| 1. | 〈Secret Messages〉   | 4:44      |
| 2. | 〈Loser Gone Wild〉   | 5:27      |
| 3. | 〈Bluebird〉          | 4:13      |
| 4. | 〈Take Me On and On〉 | 4:57      |

| #  | 제목                      | 재생 시간 |
| -- | ------------------------- | --------- |
| 1. | 〈Four Little Diamonds〉  | 4:05      |
| 2. | 〈Stranger〉              | 4:27      |
| 3. | 〈Danger Ahead〉          | 3:52      |
| 4. | 〈Letter from Spain〉     | 2:51      |
| 5. | 〈Train of Gold〉         | 4:20      |
| 6. | 〈Rock 'n' Roll Is King〉 | 3:49      |

## 인증
| 국가                       | 인증 | 판매량/출하량 |
| -------------------------- | ---- | ------------- |
| 캐나다 (뮤직 캐나다)       | 골드 | 50,000^       |
| 영국 (BPI)                 | 골드 | 100,000^      |
| ^출하량을 기반으로 한 인증 |      |               |